# Kuraia
Kuraia fou una banda de rock basca amb influències de punk rock, heavy metal, hard rock i stoner rock creada l'any 2001 i dissolta l'any 2007, que estigué formada per Fernando Sapo (ex-vocalista d'El Corazón del Sapo), Joseba Ponce (ex-baix de Dut), Mikel Kazalis (ex-baix de Negu Gorriak i guitarrista d'Anestesia) i Galder Izagirre (ex-bateria de Dut i actual bateria de Berri Txarrak).
Tot i formar-se en un primer moment com un projecte puntual, editaren tres discos. Van començar tocant al País basc i en 2002 comencen una gira per l'Estat Espanyol i en 2004 van arribar a realitzar una gira europea. Han tocat en alguns festivals importants, com el Sant Feliu HC Festival, l'Azkena Rock Festival, l'AlfaRock i el BaituRock.

## Membres
- Fernando Sapo - veu
- Joseba Ponce - guitarra
- Mikel Kazalis - baix
- Galder Izagirre - bateria

## Discografia

### Àlbums
- Kuraia (Metak, 2001). CD.[1]
- Iluntasunari Barre (Metak, 2003). CD.[1]
- Piztu da Piztia (Metak, 2005). LP i CD.[1]

### Senzills
- Oroitzapenak, kolpeak eta laztanak (Gazte Topagunea, 2006)[1]

### Participació en recopilatoris
- «Kamikaze», en Oztopo Guztien Gainetik Bomberenea (Bonberenea Ekintzak, 2002). CD.
- «10», en Irungo AEKko Beteranoak (Metak, 2004). CD.
- «Platonen Kobazuloa TB Ze», en Kantuz. Euskal Presoak Etxerat! (2004). CD.
- «Joan etorrian», en Gure Irratia, Zure Rokanrrola (2005). CD.
- «Hemezortzi hizki», (versió de Kyuss) en 18/98...Euskal Herriari epaiketarik ez. Auzolanean (2006). CD.